# Roses (álbum)
Roses es el sexto álbum de estudio de la banda irlandesa The Cranberries, publicado el 27 de febrero de 2012. Según los integrantes del grupo, este disco tiene un enfoque retrospectivo, volviendo un poco al estilo musical que se podía escuchar en sus dos primeros álbumes.
Este trabajo sería el último en estudio de la cantante Dolores O'Riordan, aunque ella grabaría canciones inéditas para el disco de versiones Something Else, de 2017, y dejaría sus voces grabadas para el álbum In the End, publicado póstumamente en 2019, un año después de su fallecimiento, el 15 de enero de 2018.

## Desarrollo
Las sesiones de grabación del álbum tuvieron lugar en el Metal Works Studio de la ciudad de Toronto (Canadá), en mayo de 2011, donde grabaron las quince pistas básicas, y en el Miloco Studios de Londres, durante junio de 2011, donde grabaron cuatro canciones más. Una de las ediciones del disco incluye un segundo CD con el concierto que ofrecieron en Madrid en marzo de 2010 ante 10 000 espectadores.
Downtown Records fue el sello discográfico para la distribución del álbum en los Estados Unidos.
Los temas principales que trata el disco son las relaciones, el amor romántico y en otras formas. En este álbum la banda incluyó canciones que habían sido grabadas en 2003 en forma de maquetas, como «Someday», «Raining in my Heart», «Astral Projection» e «In It Together». Otra canción grabada durante esas sesiones, «The Fall», no fue incluida.
El álbum, que se proponía estrenarse durante el otoño de 2011, finalmente salió a la venta el 27 de febrero de 2012. Si bien no todos los temas grabados están disponibles en el álbum en sí, todos saldrían comercialmente de alguna forma, según explicó la banda.
Como parte de la campaña publicitaria previa al lanzamiento del álbum, el grupo publicó en su sitio oficial algunas partes de canciones con una duración no mayor a un minuto y medio, para que los seguidores pudieran conocer las nuevas canciones.
El 31 de octubre de 2011, el sitio «rollingstone.com» publicó, en exclusiva, «Tomorrow», el primer y único sencillo. El 30 de noviembre se grabó el vídeo musical, publicado el 24 de enero del año siguiente e, iniciando a la par, su gira promocional por Europa.

## Portada
La portada del álbum muestra a los cuatro integrantes del grupo, cuyos bustos aparentan fundirse en un manchón verde de savia, sobre el que aparece el nombre del grupo. Debajo del manchón está el título del álbum.

## Lista de canciones
| N.º   | Título                   | Duración |  |
| 1.    | «Conduct»                | 5:12     |  |
| 2.    | «Tomorrow»               | 4:00     |  |
| 3.    | «Fire & Soul»            | 4:32     |  |
| 4.    | «Raining in my Heart»    | 3:30     |  |
| 5.    | «Losing My Mind»         | 3:41     |  |
| 6.    | «Schizophrenic Playboys» | 3:42     |  |
| 7.    | «Waiting in Walthamstow» | 4:21     |  |
| 8.    | «Show Me»                | 3:30     |  |
| 9.    | «Astral Projection»      | 4:47     |  |
| 10.   | «So Good»                | 3:55     |  |
| 11.   | «Roses»                  | 3:44     |  |
| 44:34 |                          |          |  |

Temas extras:
1. Always (para iTunes)
2. Perfect World (para iTunes, el Reino Unido y Japón)
3. Someday (para Japón)
4. In It Together (solo para Amazon de Alemania)
5. Serendipity (solo para Amazon de Alemania)
6. Stop Me (solo para iTunes y Canadá)

## Posicionamiento en listas
| Listas (2012)                       | Posición más alta |
| ----------------------------------- | ----------------- |
| Austria (Ö3 Austria)                | 28                |
| Bélgica (Ultratop flamenca)         | 39                |
| Bélgica (Ultratop valona)           | 8                 |
| Canadá (Billboard Canadian Albums)  | 6                 |
| Países Bajos (Album Top 100)        | 38                |
| Francia (SNEP)                      | 5                 |
| Alemania (Media Control Charts)     | 13                |
| Irlanda (IRMA)                      | 17                |
| Italia (FIMI)                       | 9                 |
| Nueva Zelanda (Recorded Music NZ)   | 38                |
| Polonia (ZPAV)                      | 9                 |
| España (PROMUSICAE)                 | 17                |
| Suiza (Schweizer Hitparade)         | 10                |
| Reino Unido (UK Albums Chart)       | 37                |
| Estados Unidos (Billboard 200)      | 33                |
| Estados Unidos (Independent Albums) | 4                 |